# Eugenia uniflora
Eugenia uniflora L., también conocido como ñangapiré, pitanga, pitangueira, pitanguero, Surinam cherry, Cayenne cherry es un árbol pequeño o arbusto de la familia de las Mirtáceas. Es nativa de América del Sur (Guyanas, Bolivia,  común en  Brasil, Argentina,  Uruguay, escasa en  Paraguay). Es una especie muy adaptable a diferentes condiciones de clima y suelo.  Debido a la excelencia de sus frutos, así como a su uso ornamental,  la pitanga ha sido introducida en diferentes regiones desde América del Sur y América Central, el Caribe, Florida y California en Estado Unidos, Hawái, Sudeste asiático, China, India, Sri Lanka, México, Madagascar, África del Sur, Israel y varios países del Mediterráneo.
Ha sido registrada como invasora en 56 países e islas (Australia, Estados Unidos de América) 

## Descripción
Es un arbusto o árbol de pequeño porte de hasta 7,5 m de altura, con ramaje delgado y sinuoso. La corteza es oscura, de relieve liso, persistente. El follaje es perenne en su hábitat natural aunque se comporta como caducifolio en zonas más templadas. Las hojas son pecioladas entre 4 y 6,5 cm de largo, simples, opuestas, ovoides a elípticas, con el margen entero, glabras, glándulas oleosas muy aromáticas.  Las hojas presentan color verde intenso brillante, mostrando reflejos cobrizos y/o rojizos al brotar.
Las flores son típicas de las Mirtáceas; de color blanco, aparecen solitarias o en grupos de hasta cuatro en las axilas foliares. Actinomorfas, tetrámeras, con sépalos erectos antes de la antesis. Corolas blancas; androceo con numerosos estambres blanquecinos; disco nectarífero presente; gineceo de ovario ínfero; estilo simple con estigma glabro, diminuto.
El fruto madura rápidamente, hasta tres semanas después de la floración. Baya globosa con 6-8 costillas, amarillo, naranja, rojo, violeta en la madurez, de 1-2 centímetros de diámetro con cáliz persistente. La cáscara es delgada y ligeramente ácida, protegiendo una pulpa roja, muy jugosa, dulce cuando madura, con una a tres  semillas  aplanadas.
Florece en primavera y, en regiones tropicales, florece nuevamente a mediados de verano.

## Ecología
La pitanga es una planta que crece en clima húmedo tropical y subtropical; muy abundante y frecuente en suelos húmedos, como selvas tropicales, bosques ribereños, márgenes de bosques o sabanas.  Crece tanto a sol pleno como en lugares sombríos. Es muy tolerante al tipo de suelo y es capaz de crecer tanto en áreas costeras como en zonas urbanas, se desarrolla mejor en suelos bien drenados y ricos en materia orgánica, pero también tolera suelos más pobres y arenosos.No soporta heladas fuertes (< -3°C). Resiste sequías e inundaciones breves, se le encuentra hasta 1750 msnm.  

## Cultivo
La pitanga requiere mucho sol, y resiste mal las heladas; temperaturas por debajo de los -2 °C causan daños que pueden ser fatales para plantas jóvenes. Crece entre el nivel del mar y los 1750 m de altitud, en suelos de cualquier tipo salvo salinos; resiste bien las sequías y las inundaciones de corta duración. Se planta generalmente de semilla, que germina en el plazo de un mes, aunque la viabilidad de las mismas disminuye espectacularmente a partir de las 4 semanas de recolección. Los esquejes y los injertos son también viables, aunque tiende a presentar chupones en la zona del injerto.
Aunque el requerimiento en agua y nutrientes es bajo, la fruta aumenta en tamaño, calidad y cantidad con buena humedad y fertilización con fósforo. La cantidad de fruta es mayor en los ejemplares sin podar. La recolección debe hacerse sólo cuando el fruto cae en la mano con el simple tacto, para evitar el intenso sabor resinoso del fruto a medio madurar.
Se ha reportado sabor resinoso en frutas rojas o anaranjadas, mientras que las que maduran en color oscuro (marrón, púrpura o negro) no presentan ese sabor.

## Uso

### Alimenticio
El fruto es comestible. Rico en vitaminas (A, B, C), minerales (calcio, fósforo, hierro), fibra y compuestos fenólicos con propiedades antioxidantes, antiinflamatorias y digestivas. Se consume fresca, directamente entera o en conservas, jaleas, mermeladas o jugos, del jugo también se puede producir vino o vinagre. 
En la provincia de Corrientes, en Argentina, se produce caña de ñangapirí, infusionando los frutos en aguardiente. En el Uruguay con el mismo método se produce “caña con pitanga”.
Las hojas se utilizan para preparar un infusión de propiedades diuréticas, digestivas y antidiarreicas; la decocción de la corteza en gárgaras se emplea para las anginas y otras afecciones de la garganta.

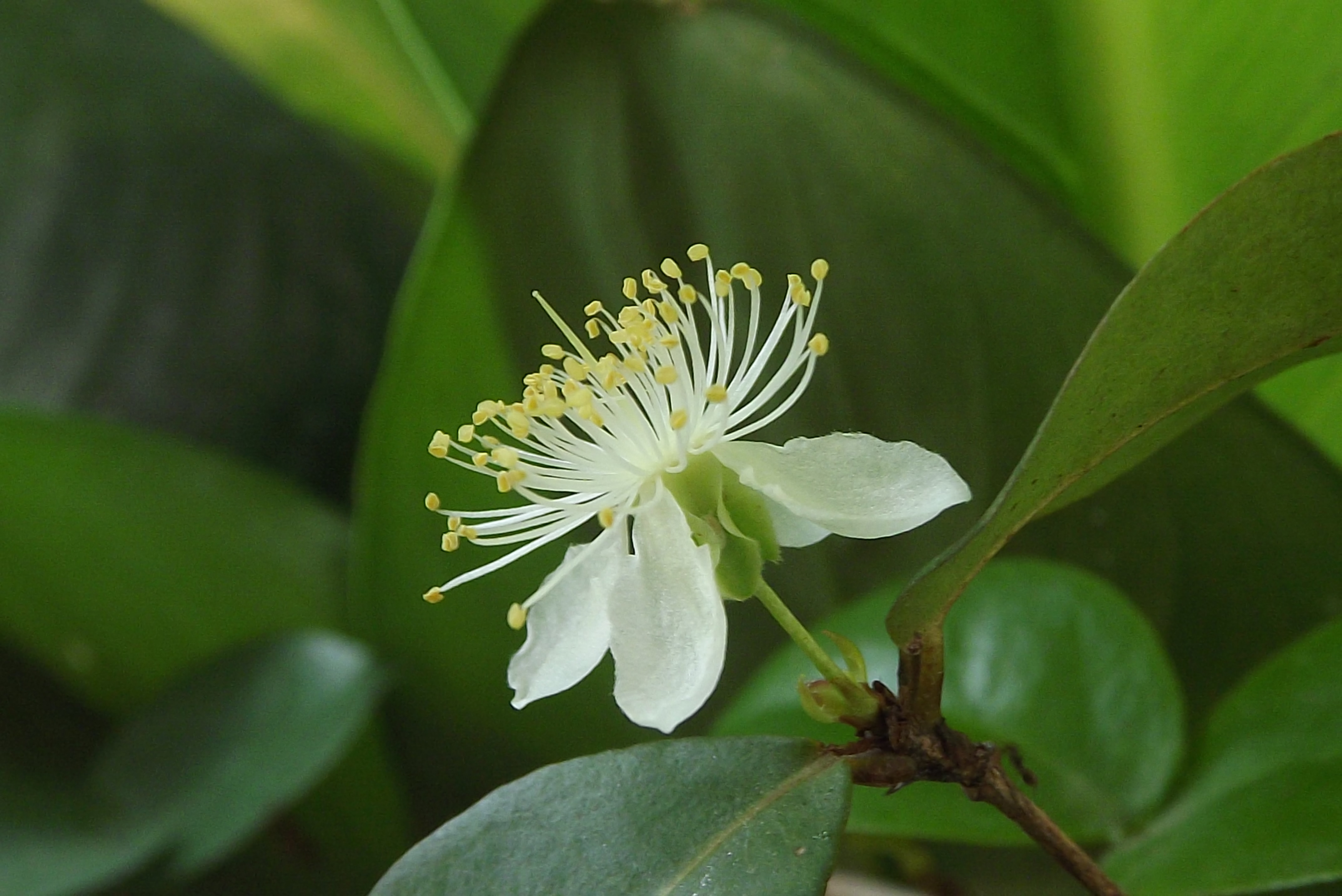
Flor de Eugenia uniflora.

### Ornamental
También se la cultiva como planta ornamental en parques y jardines, podándose como arbusto bajo para cercos vistosos. En las zonas de la que es nativa es usada para atraer mariposas tales como Emessis russula.

### Insecticida
Las hojas pueden usarse esparcidas en el suelo de zonas donde abundan las moscas, ya que al machacarse liberan una resina que las ahuyenta. 

## Taxonomía
Eugenia uniflora fue descrita por Carlos Linneo y publicado en Species Plantarum 1: 470–471. 1753.
Etimología
Eugenia: nombre genérico otorgado en honor al príncipe Eugenio de Saboya.
uniflora: epíteto latíno que significa "con una flor".
Sinonimia
- Plinia petiolata L. (1785), nom. illeg.
- Stenocalyx uniflorus (L.) Kausel (1967)
- Myrtus brasiliana L. (1753)
- Plinia rubra L. (1771)
- Plinia tetrapetala L. (1771)
- Plinia pedunculata L.f. (1782)
- Eugenia michelii Lam. (1789)
- Eugenia myrtifolia Salisb. (1796)
- Eugenia zeylanica Willd. (1799)
- Myrtus willdenowii Spreng. (1825)
- Eugenia willdenowii (Spreng.) DC. (1828)
- Eugenia costata Cambess. in A.F.C.de Saint-Hilaire (1833)
- Stenocalyx affinis O.Berg in C.F.P.von Martius & auct. suc. (eds.) (1857)
- Stenocalyx brunneus O.Berg in C.F.P.von Martius & auct. suc. (eds.) (1857)
- Stenocalyx costatus (Cambess.) O.Berg in C.F.P.von Martius & auct. suc. (eds.) (1857)
- Stenocalyx dasyblastus O.Berg in C.F.P.von Martius & auct. suc. (eds.) (1857)
- Stenocalyx glaber O.Berg in C.F.P.von Martius & auct. suc. (eds.) (1857)
- Stenocalyx impunctatus O.Berg in C.F.P.von Martius & auct. suc. (eds.) (1857)
- Stenocalyx lucidus O.Berg in C.F.P.von Martius & auct. suc. (eds.) (1857)
- Stenocalyx michelii (Lam.) O.Berg in C.F.P.von Martius & auct. suc. (eds.) (1857)
- Stenocalyx michelii var. membranacea O.Berg in C.F.P.von Martius & auct. suc. (eds.) (1857)
- Stenocalyx michelii var. rigida O.Berg in C.F.P.von Martius & auct. suc. (eds.) (1857)
- Stenocalyx oblongifolius O.Berg in C.F.P.von Martius & auct. suc. (eds.) (1857)
- Stenocalyx strigosus O.Berg in C.F.P.von Martius & auct. suc. (eds.) (1857)
- Syzygium michelii (Lam.) Duthie in J.D.Hooker (1879)
- Eugenia dasyblasta (O.Berg) Nied. in H.G.A.Engler & K.A.E.Prantl (1893)
- Eugenia oblongifolia (O.Berg) Nied. in H.G.A.Engler & K.A.E.Prantl (1893), nom. illeg.
- Myrtus brasiliana var. diversifolia Kuntze (1898)
- Myrtus brasiliana var. lanceolata Kuntze (1898)
- Myrtus brasiliana var. lucida (O.Berg) Kuntze (1898)
- Myrtus brasiliana var. normalis Kuntze (1898) nom. inval.
- Stenocalyx rhampiri Barb.Rodr. (1903)
- Eugenia oblongifolia (O.Berg) Arechav. (1905)
- Eugenia strigosa (O.Berg) Arechav. (1905)
- Eugenia decidua Merr. (1914)
- Eugenia arechavaletae Herter (1931)
- Luma arechavaletae (Herter) Herter (1943)
- Luma costata (Cambess.) Herter (1943)
- Luma dasyblasta (O.Berg) Herter (1943)
- Luma strigosa (O.Berg) Herter (1943)
- Stenocalyx ruber (L.) Kausel (1956)[12]